# Референдум щодо незалежності Каталонії в муніципалітеті Ареньш-да-Мун
Див. також: Референдуми щодо незалежності Каталонії

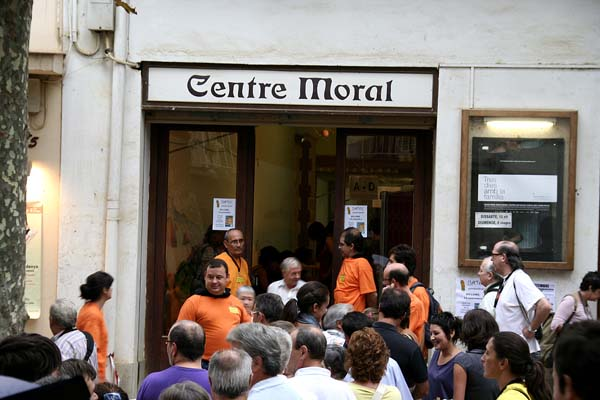
Будівля «Центру Мурал» у муніципалітеті Ареньш-да-Мун, де проходило голосування

Консультати́вний рефере́ндум що́до незале́жності Катало́нії в муніципаліте́ті Аре́ньш-да-Мун (Автоно́мна о́бласть Катало́нія, Іспа́нія) — перший в історії каталанських країн місцевий референдум щодо незалежності Автономної області Каталонія (Іспанія). Референдум відбувся 13 вересня 2009 р. року в містечку Ареньш-да-Мун, яке розташоване у кумарці Марезма, Автономна область Каталонія.
У консультативному референдумі брали участь лише мешканці муніципалітету. Запитання, на яке давалася відповідь, було сформульовано таким чином:
|  | «Чи погоджуєтеся Ви з тим, щоб Каталонія стала правовою, незалежною, демократичною та соціально-орієнтованою державою, яка входила б до Європейського Союзу?» |

Ініціатором проведення консультативного референдуму став «Рух муніципалітету Ареньш-да-Мун за самовизначення» (кат. Moviment Arenyenc per a l'Autodeterminació або скорочено MAPA).
Проведення в окремому муніципалітеті референдуму про незалежність однієї з автономних областей Іспанії (а також зацікавленість ЗМІ у цій, здавалося б, локальній події) показує чітку тенденцію до подальшого поглиблення автономізації країн ЄС (Іспанія, Бельгія, Велика Британія) та потенційно до створення нових незалежних країн на європейському континенті — Каталонії, Країни Басків, Шотландії, Фландрії, можливо Уельсу.

## Призначення референдуму
Під час засідання міської ради, яке провадилося 4 червня 2009 р., міська влада підтримала проведення консультативного референдуму, надавши у розпорядження організаторів велику муніципальну залу. З цим рішенням погодилися представники всіх політичних сил, представлених у міській раді («Республіканська лівиця Каталонії», «Конвергенція та Єднання», «Кандидати за народну єдність» (кат. Candidatures d'Unitat Popular), місцевий політичний рух «AM2000»), окрім «Соціалістичної партії Каталонії», що її представлено у міській раді двома голосами.
Попередньо головою рахункової комісії було призначено Аґусті Басолса (кат. Agustí Bassols), колишнього адвоката. В останню мить його було замінено на Антоні Кастелью (кат. Antoni Castella), колишнього голову юридичного департаменту Жанаралітату Каталонії, оскільки політична партія, членом якої був попередній голова рахункової комісії, офіційно та недвозначно не висловилася з приводу референдуму.
Окрім Антоні Кастельї до комісії увійшли Алфонс Лопес-Тена (кат. Alfons López Tena), колишній прес-секретар Державної юридичної ради Іспанії (ісп. Consejo General del Poder Judicial de España) та президент «Кола досліджень з незалежності Каталонії» (кат. Cercle d'Estudis Sobiranistes), Уріел Бартран (кат. Uriel Bertran), депутат Парламенту Каталонії від «Республіканської лівиці Каталонії», Жуан Тарда (кат. Joan Tardà), депутат Парламенту Іспанії від «Республіканської лівиці Каталонії», Уріол Жункерас (кат. Oriol Junqueras), депутат Європейського Парламенту від цієї ж політичної сили, а також Антоні Марпонс (кат. Antoni Marpons), мировий суддя муніципалітету.

## Політичне скасування підтримки міської ради проведенню консультативного референдуму
Після звернення до «Представництва іспанської держави у Каталонії» політичної партії «Громадяни — Громадянська партія», Адвокатура іспанської держави 2 вересня виступила проти проведення референдуму. Наступного дня політичну підтримку міської ради Ареньш-да-Мун біло скасовано з формулюванням «перевищення своїх повноважень».
Остаточно це рішення було підтверджено 9 вересня, не зважаючи на те, що виявилося, що Хорхе Бушаде (ісп. Jorge Buixadé), державний адвокат, який оформив протест проти підтримки референдуму, у 90-х роках був членом іспанської «Фаланги».

## Політична маніфестація фалангістів
Після того, як іспанські націоналісти з правої партії «Фаланга» висловили протест проти проведення консультативного референдуму, ними було подано прохання провести демонстрацію протесту в Ареньш-да-Мун в день проведення голосування.
Міністерство внутрішніх справ Каталонії в особі міністра Жуана Саури (кат. Joan Saura) дозволило проведення демонстрації, однак попередило, що розпустить організацію, якщо будуть зіткнення. Фалангістам було заборонено наближатися до будівлі муніципалітету ближче, ніж на 500 метрів. Саму демонстрацію спочатку було дозволено провести через тиждень після проведення референдуму.
Міська рада висловила незгоду з таким рішенням: справа в тому, що у 1979 року 2 та 3 червня група фалангістів захоплювала міську раду цього муніципалітету.
23 серпня фалангісти оголосили, що обов'язково проведуть демонстрацію на вулицях Ареньш-да-Мун проти «сепаратистського референдуму та за єдність [Іспанії]».
9 серпня Вищим трибуналом юстиції Каталонії було дозволено фалангістам проведення демонстрації у день голосовання, у рішенні було зазначено, що «проведення демонстрації через тиждень [після голосування] фактично дорівнювало б її забороні», оскільки це не дозволило б реалізувати «громадянську позицію щодо відповіді на волевиявлення громадян». У відозві трибуналу зазнавчалося, що проведення такої демонстрації не створює особливо небезпечну ситуацію.
Після остаточного рішення суду, декілька відомих юристів, зокрема Сантьяго Бідал (кат. Santiago Vidal), член магістратури суду Барселони, назвали рішення судів щодо дозволу маніфестації фалангістів «безвідповідальними». Також було оприлюднено маніфест бл. 20 адвокатів з критикою судових рішень та на підтримку консультативного референдуму.

## Реакція громадськості щодо консультативного референдуму

### Позитивні відгуки
Ключовою фігурою у проведенні референдуму став мер міста Ареньш-да-Мун п. Карлас Мора (кат. Carles Mora). Ідея референдуму отримала широку підтримку в колах частини каталонської еліти, що налаштована на здобуття Каталонією повної незалежності. Офіційно на підтримку висловилося 86 відомих осіб — політиків, культурних діячів, економістів та бізнесменів : Паскуал Марагаль, колишній президент Жанаралітату Каталонії, Жуан Карратеру (кат. Joan Carretero), радник (міністр) уряду Каталонії у 2003–2006 рр., Жузеп Угет (кат. Josep Huguet), радник (міністр) уряду Каталонії з питань нових технологій, вищих навчальних закладів та бізнесу, Жорді Білбень (кат. Jordi Bilbeny), відомий філолог та історик, Ізабел-Клара Сімо (кат. Isabel-Clara Simó), відома каталонська письменниця та журналіст, Метью Трі (англ. Matthew Tree), англійський письменник та журналіст, що пише каталанською мовою, Арнест Банак, президент Парламенту Каталонії тощо.
Відразу після ухвалення рішення про референдум 4 червня, кілька муніципалітетів також офіційно надали підтримку проведенню консультативного референдуму, а саме муніципалітети Фігерас, Сан-Пера-да-Торальо, Калдес, Сарос та Аржантона. Влада двох останніх муніципалітетів запропонувала провести такі ж референдуми на території своїх населених пунктів.
Генеральний секретар «Республіканської лівиці Каталонії» Жуан Рідау (кат. Joan Ridao) повідомив, що його партія ініціюватиме висловлення підтримки референдуму тими міськими радами на території каталанських країн, де є представники цієї політичної партії. Вже 13 вересня 18 муніципалітетів заявили про намір провести подібні референдуми на території своїх населених пунктів, а великі міста Фігерас та Тарраса висловили підтримку референдуму без пропозиції провести таке опитування на своїй території.

### Погрози та акти вандалізму

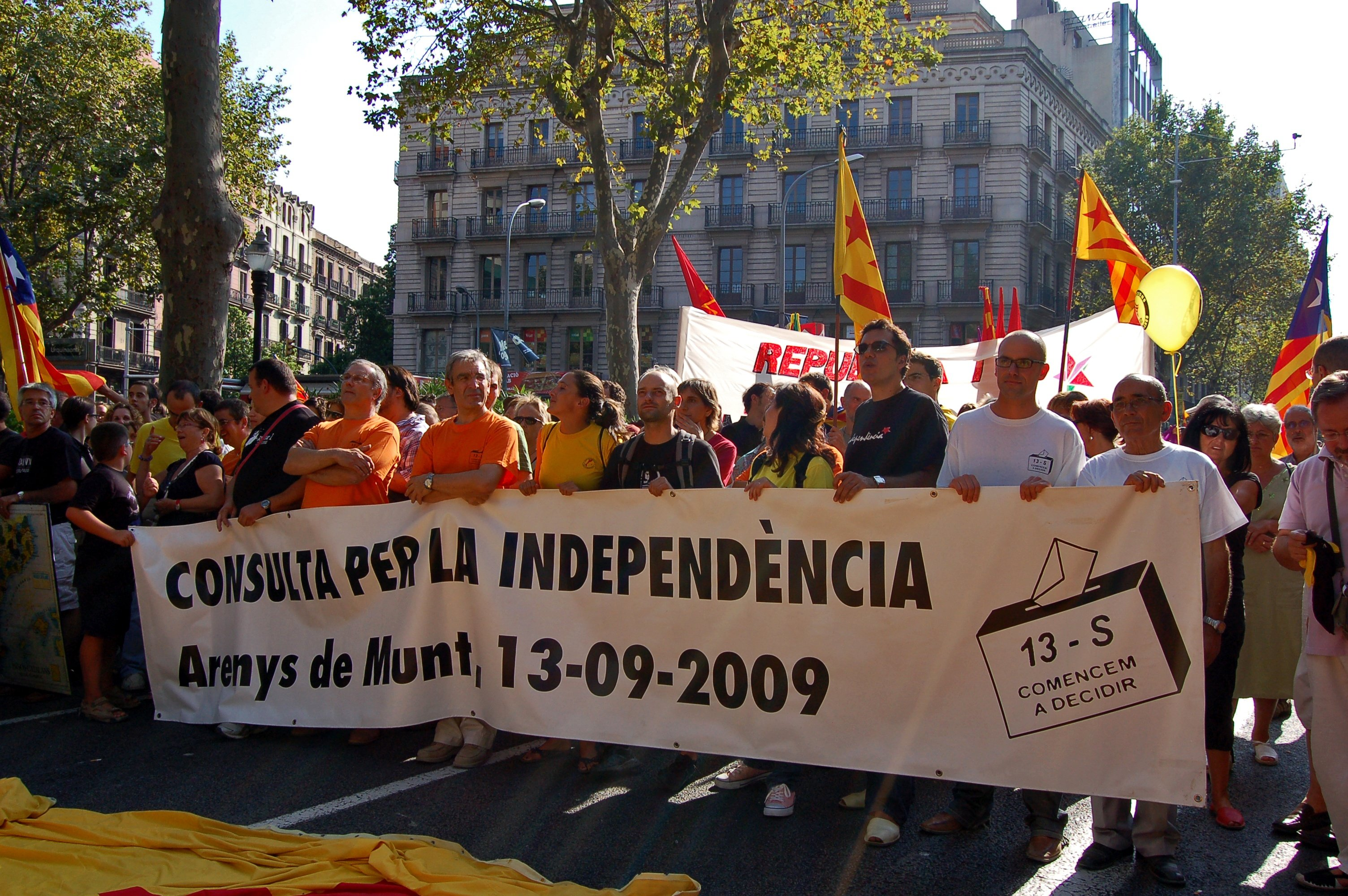
Гасло «Референдум за назалежність [Каталонії]», що його було використано під час маніфестації в Барселоні 11 вересня 2009 р.

«Соціалістична партія Каталонії» неодноразово повідомляла про погрози на свою адресу (телефонні дзвінки), а також про написи на стінах будівлі свого представництва в Ареньш-да-Мун, які були підписані словами «фашисти», «Фаланга» та «ЕТА». 5 вересня партія опублікувала комюніке з осудом цих написів.
В інтерв'ю іспанській агенції новин «ЕФЕ», Карлас Мора, мер міста Ареньш-да-Мун, також засудив появу таких написів.
2 останні тижні перед референдумом один з співорганізаторів референдуму Рамон Пужол (кат. Ramon Pujol) кілька разів отримував телефонні дзвінки з погрозами спалити ресторани у місті та ліси навколо міста.
Карлас Мора, мер міста Ареньш-да-Мун, також заявляв, що в будівлі муніципалітету було знайдено шпигунське обладнання, зокрема камери.

### Негативні відгуки
24 липня 2009 р. права іспанська націоналістична організація «Фаланга» (ісп. Falange Española y de las JONS) у заяві проти референдуму, направленій до Міністерства самоврядування Жанаралітату Каталонії, мерії Ареньш-да-Мун та уряду Каталонії, зазначила, що опитування є «нічим не прикритим референдумом[, направленим] на відрив [Каталонії від Іспанії]». У цій заяві було зазначено, що мешканці Ареньш-да-Мун мають право висловлюватися лише щодо питань, які належать до компетенції цього муніципалітету.
Політичні партії «Громадяни — Громадянська партія», «Народна партія Іспанії», «Соціалістична робітнича партія Іспанії» та «Соціалістична партія Каталонії», за винятком декількох своїх представників, разом з широкими націоналістичними колами Іспанії, виступили проти референдуму та підтримали судові рішення, які скасовували політичну підтримку муніципалітету Ареньш-да-Мун.
Від імені уряду Іспанії висловилася віце-прем'єр-міністр Марія-Тереза Фернандес де ла Вега (ісп. María Teresa Fernández de la Vega), яка зазначита, що «самовизначення та незалежності немає [в іспанській] Конституції».
10 вересня 2009 р. президент Жанаралітату Хосе Монтілья сказав, що «консультативний референдум дає арґументи [діям] крайньо-правих [іспанських партій,] печерним іспанським [націоналістам]». Він захистив право «Фаланги» провести демонстрацію, але ухилився від надання підтримки міській раді Ареньш-да-Мун. У відповідь організатори референдуму відповіли, що «Соціалістична партія Каталонії» теж є частиною «печерних [іспанських націоналістів]». Інший представник «Соціалістичної партії Каталонії», мер Барселони Жорді Ереу (кат. Jordi Hereu) назвав увагу до референдуму «надто високою», а сам референдум назвав «таким, що не матиме жодних конкретних наслідків».
Іспанський телевізійний канал «Intereconomía TV» зробив репортаж з прихованою камерою з кабінету, де збиралися організатори референдуму, у якому критикував проведення заходу. У своєму телефонному інтерв'ю, яке прозвучало в ефірі після цього репортажу, мер Ареньш-да-Мун заявив, що матеріали, відзняти прихованою камерою, було сфальсифіковано.

## Інформаційна кампанія

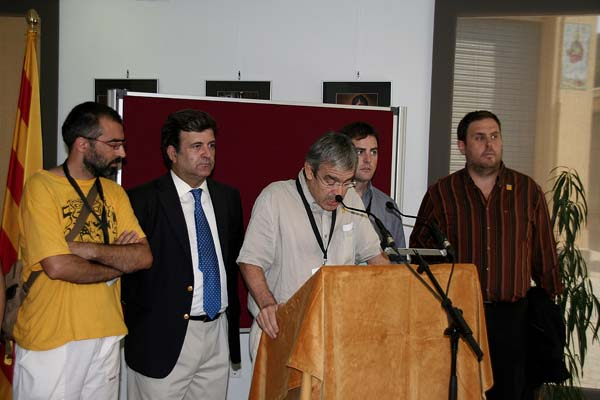
Лічильна комісія (зліва на право): Жорді Білбень, Алфонс Лопес Тена, Ж. М. Шіменіс, Уріел Бартран та Уріол Жункерас.

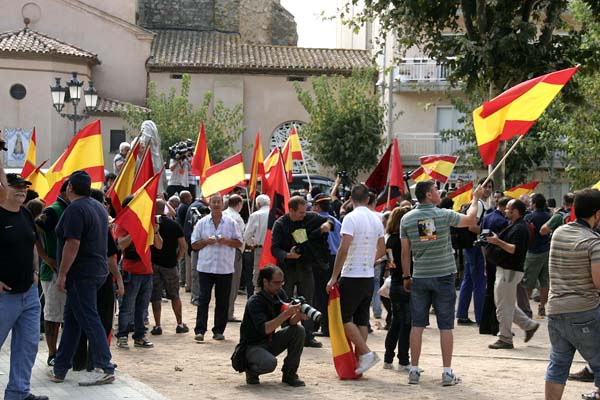
Маніфестація «Фаланги».

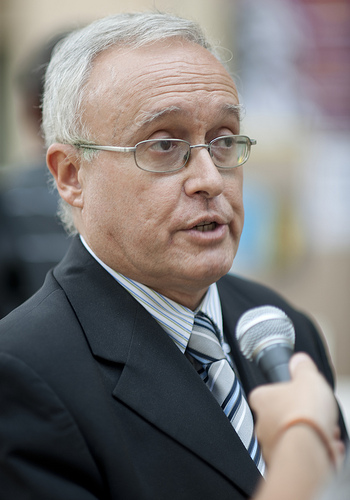
Карлас Мора, мер Ареньш-да-Мун.

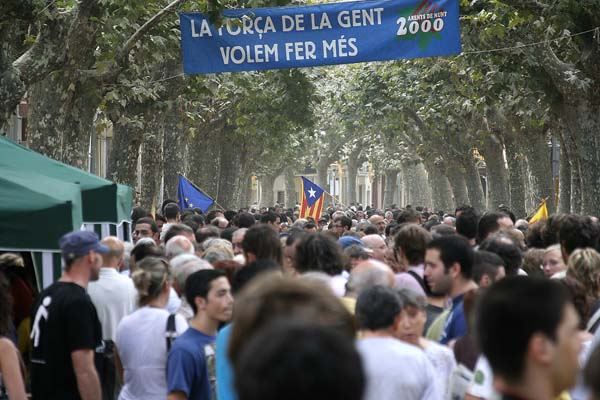
Центральна вулиця Ареньш-да-Мун у день голосування.

З 29 серпня 2009 р. офіційно розпочалася кампанія з інформування населення про референдум. До кампанії офіційно приєдналися ті партії в міській раді, які підтримали проведення опитування («Республіканська лівиця Каталонії», «Конвергенція та Єднання», «Кандидати за народну єдність» (Candidatures d'Unitat Popular), місцевий політичний рух «AM2000» та «Каталонія у дії» (кат. Catalunya Acció)).
5 вересня було проведено мітинг, який очолили представники цих партій: Жорді Фабрага (кат. Jordi Fàbrega) з «AM2000», Анжал Кулом (кат. Àngel Colom) з «Конвергенції та Єднання», Франсеск Рібера (кат. Francesc Ribera) з «Кандидатів за Народну єдність» та Анна Сімо (кат. Anna Simó) з «Республіканської лівиці Каталонії».
12 вересня, за день до голосування, було проведено захід, в якому взяли участь відомі політики, бізнесовці та культурні діячі.
Кампанії на підтримку негативної відповіді не було: ті партії, які виступили проти референдуму, зробили ставку лише на його юридичну заборону.

## 13 вересня— день референдуму
У день проведення референдуму було вирішено перенести голосування до будівлі «Центр Мурал» (кат. Centre Moral), яка розташована поряд з мерією, оскільки за рішенням суду проведення референдуму в приміщенні мерії було заборонене.
Консультативний референдум було проведено в святковій обстановці, було багато приїжджих з каталанських країн, які приїхали підтримати проведення референдуму. Пройшов концерт, на якому виступили «Cesk Freixas», співаки Жерард Сезе (кат. Gerard Sesé), Скафам (кат. Skafam), Тітот Рібера (кат. Titot Ribera) та Давид Русель (кат. David Rossell). До міста приїхали понад 300 журналістів не лише з Європи, але й Північної та Південної Америки.
У демонстрації «Фаланги» взяла участь незначна кількість осіб — лише 58. Так само невелика кількість людей взяла участь у контр-маніфестації під прапорами розпущеної організації «Терра Ліура» та під націоналістичними каталонськими прапорами. Порядок охороняла каталонська регіональна поліція «Мосус д'Аскуадра». Єдиним зафіксованим інцидентом було розбите вікно автобусу, на якому до міста приїхали фалангісти.
Центральне іспанське телебачення тенденційно висвітлювало референдум. У новинах каналу «Telemadrid» було сказано, що кореспондента каналу Берту Кералт (кат. Berta Queralt) оточив агресивний натовп, тому цей канал вирішив не проводити пряму трансляцію події. Інші телеканали звинуватили «Telemadrid» у тенденційності, зокрема у тому, що навіть якщо такий інцидент трапився, можна було б знайти місце, де були б діти та старші люди (а їх було багато на святі), які не перешкоджали б трансляції.
Незважаючи на неофіційний характер консультативного референдуму, участь у ньому брало більше людей, ніж під час останнього офіційного голосування. О 14:00 проголосувало 25,98 % виборців (1.693 особи), о 18:00 — 2.309 осіб (35,44 %), на момент закриття дільниці — 40,99 % (2.671 особа).

## Результати референдуму
| Консультативний референдум щодо незалежності Каталонії 13 вересня 2009 р. | Консультативний референдум щодо незалежності Каталонії 13 вересня 2009 р. | Консультативний референдум щодо незалежності Каталонії 13 вересня 2009 р. | Консультативний референдум щодо незалежності Каталонії 13 вересня 2009 р. | Консультативний референдум щодо незалежності Каталонії 13 вересня 2009 р. |
| Відповіді                                                                 | Відповіді                                                                 | Виборці                                                                   | Відсоток                                                                  |                                                                           |
| ------------------------------------------------------------------------- | ------------------------------------------------------------------------- | ------------------------------------------------------------------------- | ------------------------------------------------------------------------- | ------------------------------------------------------------------------- |
| Так                                                                       | Так                                                                       | 2.569                                                                     | 96,2 %                                                                    |                                                                           |
| Ні                                                                        | Ні                                                                        | 61                                                                        | 2,3 %                                                                     |                                                                           |
| Не визначилися                                                            | Не визначилися                                                            | 29                                                                        | 1,1 %                                                                     |                                                                           |
| Зараховані бюлетені                                                       | Зараховані бюлетені                                                       | 2.659                                                                     | 99,6 %                                                                    |                                                                           |
| Незараховані бюлетені                                                     | Незараховані бюлетені                                                     | 12                                                                        | 0,4%                                                                      |                                                                           |
| Загальна кількість бюлетенів (взятих)                                     | Загальна кількість бюлетенів (взятих)                                     | 2.671                                                                     | 100%                                                                      |                                                                           |
| Відсоток тих, хто взяв участь у голосуванні                               | Відсоток тих, хто взяв участь у голосуванні                               | 41,0%                                                                     | 41,0%                                                                     |                                                                           |
| Загальна кількість виборців                                               | Загальна кількість виборців                                               | 6.517                                                                     | 6.517                                                                     |                                                                           |
| З вебсайтів: «Nació digital.cat», «Llibertat.cat», «3cat24.cat»           |                                                                           |                                                                           |                                                                           |                                                                           |

## Реакція громадськості на результати консультативного референдуму

### У Каталонії

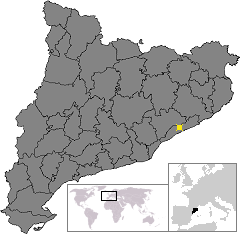
Розташування муніципалітету Ареньш-да-Мун на мапі Автономної області Каталонії.

«Республіканська лівиця Каталонії» заявила про те, що буде ініціювати такого роду референдуми на території інших муніципалітетів.
«Конвергенція та Єднання» заявила, що не ініціюватиме таких референдумів, але братиме до уваги їхні результати. Окремі представники цієї партії заявили про те, що ініціювання таких референдумів необхідно.
Партія «Ініціатива за Каталонію — Зелені» зайняла позицію, схожу на рішення «Конвергенції та Єднання».
«Соціалістична партія Каталонії» зазначила, що цей та подібні референдуми ускладнять захист чинного Статуту Каталонії, його будуть намагатися піддати ревізії.
Міністр оборони Іспанії Карме Чакон (ісп. Carme Chacón), говорячи про референдум, порівняла борців за незалежність Каталонії з фашистами, що викликало обурення «Республіканської лівиці Каталонії».
«Народна партія Іспанії» заявила, що «Ареньш-да-Мун не являє собою справжню Каталонію».
Голова партія «Громадяни — Громадянська партія» Албер Рібера заявив, що «референдум є наругою над усіма правилами демократії».
Паскуал Марагаль, колишній президент Жанаралітату Каталонії, охарактеризував референдум як «свято [каталонських] націоналістів».
На 3 жовтня 2009 р. під егідою громадсько руху «Вирішуймо!» (кат. Decidim!) призначено зустріч мерів міст Автономної області Каталонія. З 940 муніципалітетів, представники 195 вже підписали маніфест, щонайменше 60 хочуть провести такий референдум у найближчому майбутньому.
17 вересня рішення щодо проведення референдуму у найближчому майбутньому ухвалено мерією Берги".
.
Голова аргентинського земляцтва у Каталонії Дієго Аркос підтримує референдуми з самовизначення, оскільки «Королівство Іспанія зі своїми іміграційними законами» дискримінує іноземців, що постійно проживають на території Іспанії, та змушує їх підтримувати незалежність Каталонії. Було заявлено, що підтримуватимуться й інші ініціативи, оскільки «ми хочемо бути громадянами Каталонії», було зазначено, що аргентинці приїхали «з республіки, яка досягла незалежності від Іспанії» і що «аргентинці [пам'ятають про це] на генетичному рівні»"..

### В Іспанії

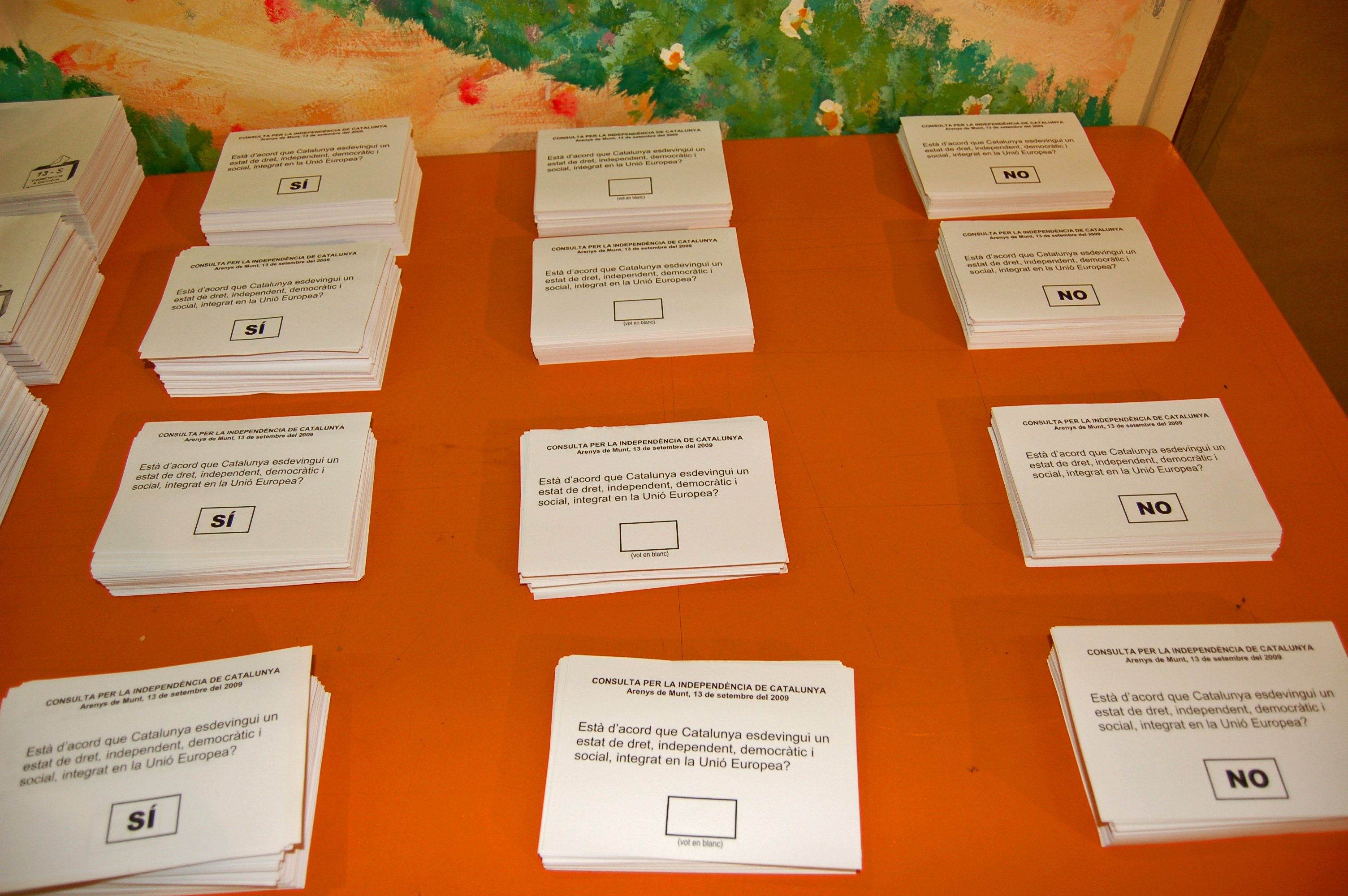
Бюлетені, що їх буде використано під час голосування щодо незалежності Каталонії.

Прем'єр-міністр Сапатеро не дав чіткої характеристики референдуму. Лідер опозиції Маріано Рахой (ісп. Mariano Rajoy) закликав ухвалити рішучі заходи у відповідь на референдум..
Віце-секретар по комунікації Народної партії Гонсалес Понс (ісп. González Pons) зазначив, що центральний уряд не захищає тих каталонців, які «не є націоналістами та каталаністами»..
Есперанса Агірре (ісп. Esperanza Aguirre), президент Автономної області Мадрид, назвала референдум «слабоумством» та «божевіллям», пояснивши це тим, що 96 % «за» нагадує результати виборів у тоталітарних країнах.
Баскська націоналістична партія висловила зацікавленість у референдумі, а також у тому, щоб провести такі заходи у Країні Басків.

### Реакція міжнародного співтовариства
Нижче подано список основних публікацій, які з'явилися на шпальтах вже за кілька годин після завершення консультативного референдуму.
- Часопис «Нью-Йорк Таймс» (New York Times) (США): «Каталонське місто голосує за незалежність від Іспанії»[69] (англ.)
- Агенція «Франс Прес» (France Press) (Франція): «Іспанія: масове голосування за каталонську незалежність під час символічного референдуму»[70] (фр.)
- Часопис «Ле-Монд» (Le Monde) (Франція): «Каталонія мобілізується для захисту свого статуту широкої автономії»[71] (фр.)
- Телеканал «Ен.-Ті.Ві.» (n-TV) (Німеччина): «Каталонське місто проти Іспанії»[72] (нім.)
- Часопис «Дер-Штандард» (Der Standard)  (Австрія): «Каталонське місто проголосувало з питання про незалежність»[73] (нім.)
- Телеканал «Сі.Ен.Ен. Тюрк» (CNN Türk) (Туреччина): «Референдум з питань незалежності Каталонії!»[74] (тур.)
- Часопис «Міллійєт» (Milliyet) (Туреччина): «Шоу з приводу незалежності Каталонії (Барселона)»[75] (тур.)
- Часопис «Експрессу» (Expresso) (Португалія): «Іспанія / Каталонія: більшість з тих, хто проголосували в Ареньш-да-Мун, підтримали незалежність під час референдуму, у якому взяло участь 41 % виборців»[76] (порт.)
- Телеканал «НОС Ті.Ві.» (NOS TV) (Нідерланди): «Каталонія віддаляється від Іспанії»[77] (нід.)
- Часопис «Ель-Мундо» (El Mundo) (Іспанія): «Масове „Так!“ у консультативному референдумі щодо незалежності, у якому взяло участь 41 % виборців»[78] (ісп.)
- Телеканал «Ес.Ті.Ві.» (STV) (Велика Британія): «Каталонське місто голосує за незалежність від Іспанії»[79] (англ.)
- Часопис «Уест-Франс» (Ouest-France) (Франція): «Каталонська комуна голосує за незалежність регіону»[80] (фр.)
- Телеканал «О.Ер.Еф.» (ORF) (Австрія): «Населений пункт у Каталонії голосує за незалежність.»[81] (нім.)
- Телеканал «7сюр7» (7sur7) (Бельгія): «Контроверсійний референдум щодо самовизначення Каталонії»[82] (фр.)
- Часопис «Ель-Універсаль» (El Universal) (Венесуела): «В Іспанії пройшов консультативний референдум щодо незалежності Каталонії, який не має обов'язкової сили»[83] (ісп.)
- Телеканал «Євроньюс» (EuroNews) (ЄС): «Каталонське містечко голосує за незалежність»[84] (англ.)
- Телеканал «Франс24» (France24) (Франція): «Іспанія: контроверсійний місцевий референдум щодо самовизначення Каталонії»[85] (фр.)
- Часопис «Ель-Паїс» (El País) (Іспанія): «Партії Конвергенція та Єднання та Республіканська лівиця Каталонії закликають поширити референдум про незалежність, що пройшов у Ареньш-да-Мун, на інші міста»[86] (ісп.)
- Часопис «Де-Морхен» (De Morgen) (Фландрія): «Каталонське місто голосує з питання про незалежність»[87] (нід.)
- Часопис «Нувель Обсерватер» (Le Nouvel Observateur) (Франція): «Масове голосування на підтримку незалежності Каталонії»[88] (фр.)